# Che ci faccio qui
Che ci faccio qui è un programma televisivo italiano di genere docu-reality, in onda dal 6 maggio 2019 su Rai 3 e condotto da Domenico Iannacone.

## Il programma
La trasmissione si pone in continuità con I dieci comandamenti, sempre curato e condotto dallo stesso giornalista molisano: in ogni puntata, che segue un filone monotematico, vengono raccontate storie di persone che hanno inseguito i propri sogni e realizzato i propri progetti, che hanno fatto qualcosa per gli altri, che hanno vissuto momenti drammatici, persone che possano essere un esempio per tutti.

## Edizioni
| Nº | Sottotitolo                | Durata           | Durata           | Puntate | Programmazione    | Messa in onda         |
| Nº | Sottotitolo                | Inizio           | Fine             | Puntate | Programmazione    | Messa in onda         |
| -- | -------------------------- | ---------------- | ---------------- | ------- | ----------------- | --------------------- |
| 1ª | Storie di vita             | 6 maggio 2019    | 21 giugno 2019   | 25      | access prime time | dal lunedì al venerdì |
| 2ª | Periferie d'Italia         | 2 dicembre 2019  | 23 dicembre 2019 | 4       | seconda serata    | lunedì                |
| 3ª | Viaggio tra gli invisibili | 10 maggio 2020   | 28 giugno 2020   | 8       | access prime time | domenica              |
| 4ª | Viaggio tra gli invisibili | 30 novembre 2020 | 12 aprile 2021   | 8       | seconda serata    | lunedì                |
| 5ª | Viaggio tra gli invisibili | 9 aprile 2022    | 7 maggio 2022    | 5       | prima serata      | sabato                |
| 6ª | Viaggio tra gli invisibili | 30 maggio 2024   | 13 giugno 2024   | 3       | prima serata      | giovedì               |
| 7ª | Viaggio tra gli invisibili | 20 maggio 2025   | 10 giugno 2025   | 4       | prima serata      | martedì               |

## Puntate

### Storie di vita
| Puntata | Titolo                                      | Data           |
| ------- | ------------------------------------------- | -------------- |
| 1       | Jago, sculture ribelle                      | 6 maggio 2019  |
| 2       | Un pastore dentro la città                  | 7 maggio 2019  |
| 3       | Andrea Camilleri, vedere oltre              | 8 maggio 2019  |
| 4       | Una biblioteca su tre ruote                 | 9 maggio 2019  |
| 5       | Cristina Cattaneo, frammenti di ideali      | 10 maggio 2019 |
| 6       | Marcello Fonte: sognando Cannes             | 13 maggio 2019 |
| 7       | Nino De Masi: una vita in ostaggio          | 14 maggio 2019 |
| 8       | Horacio Pagani e l'auto che verrà           | 15 maggio 2019 |
| 9       | Alex Bellini tra i fiumi di plastica        | 16 maggio 2019 |
| 10      | Mauro Pallota, in arte Maupal               | 27 maggio 2019 |
| 11      | Letizia Battaglia, tra mafia e bellezza     | 28 maggio 2019 |
| 12      | Mirko Frezza, dentro la periferia           | 30 maggio 2019 |
| 13      | Siamo tutti matti                           | 1º giugno 2019 |
| 14      | Gioia Di Biagio, come oro nelle crepe       | 3 giugno 2019  |
| 15      | Retake: l'arte di curare la propria città   | 4 giugno 2019  |
| 16      | Eugenia Carfora: preside in trincea         | 7 giugno 2019  |
| 17      | Letizia Di Iorio, una sindaca sola          | 10 giugno 2019 |
| 18      | Sammy Basso: un giovane già vecchio         | 11 giugno 2019 |
| 19      | Maria De Biase: la scuola verde             | 12 giugno 2019 |
| 20      | Anita Likmeta: l'altra faccia dell'immagine | 13 giugno 2019 |
| 21      | Elena Pettinelli, lo sguardo verso il cielo | 14 giugno 2019 |
| 22      | Stefano Mancuso, la nazione delle piante    | 17 giugno 2019 |
| 23      | Franco Arminio,il poet-paesologo            | 18 giugno 2019 |
| 24      | Don Ciotti: sempre al fianco dei deboli     | 19 giugno 2019 |
| 25      | Il teatro patologico (1ª parte)             | 20 giugno 2019 |
| 25      | Il teatro patologico (2ª parte)             | 21 giugno 2019 |

### Periferie d'Italia
| Puntata | Titolo             | Data             |
| ------- | ------------------ | ---------------- |
| 1       | Senza tetto        | 2 dicembre 2019  |
| 2       | Benvenuti al mondo | 9 dicembre 2019  |
| 3       | Il Quinto Stato    | 16 dicembre 2019 |
| 4       | Famiglia           | 23 dicembre 2019 |

### Viaggio tra gli invisibili

#### Stagione 2020
| Puntata | Titolo                              | Data           |
| ------- | ----------------------------------- | -------------- |
| 1       | Da casa tua a casa mia: Capitolo I  | 10 maggio 2020 |
| 2       | Da casa tua a casa mia: Capitolo II | 17 maggio 2020 |
| 3       | Io ti salverò                       | 24 maggio 2020 |
| 4       | Il campo dei miracoli: Capitolo I   | 31 maggio 2020 |
| 5       | Il campo dei miracoli: Capitolo II  | 7 giugno 2020  |
| 6       | Dalla tua parte                     | 14 giugno 2020 |
| 7       | Ogni santo giorno: Capitolo I       | 21 giugno 2020 |
| 8       | Il campo dei miracoli: Capitolo II  | 28 giugno 2020 |

#### Stagione 2020-2021
| Puntata | Titolo              | Data             |
| ------- | ------------------- | ---------------- |
| 1       | Prima di ogni cosa  | 30 novembre 2020 |
| 2       | Io sono qui         | 7 dicembre 2020  |
| 3       | Giulio e Giulia     | 14 dicembre 2020 |
| 4       | Quello che resta    | 21 dicembre 2020 |
| 5       | La forma delle cose | 22 marzo 2021    |
| 6       | Io e te             | 29 marzo 2021    |
| 7       | Siamo angeli        | 6 aprile 2021    |
| 8       | Io sono vivo        | 12 aprile 2021   |

#### Stagione 2022
| Puntata | Titolo                 | Data           |
| ------- | ---------------------- | -------------- |
| 1       | Ti amo ancora          | 9 aprile 2022  |
| 2       | Nelle tue mani         | 16 aprile 2022 |
| 3       | L'amore perduto        | 23 aprile 2022 |
| 4       | La polvere negli occhi | 30 aprile 2022 |
| 5       | Oltre la notte         | 7 maggio 2022  |

#### Stagione 2024
| Puntata | Titolo                          | Data           |
| ------- | ------------------------------- | -------------- |
| 1       | Ti vengo a cercare: Capitolo I  | 30 maggio 2024 |
| 2       | Ti vengo a cercare: Capitolo II | 6 giugno 2024  |
| 3       | Il capolavoro                   | 13 giugno 2024 |

#### Stagione 2025
| Puntata | Titolo                       | Data           |
| ------- | ---------------------------- | -------------- |
| 1       | Ricordati di me: Capitolo I  | 20 maggio 2025 |
| 2       | Ricordati di me: Capitolo II | 27 maggio 2025 |
| 3       | La casa degli altri          | 3 giugno 2025  |
| 4       | Parlami di te                | 10 giugno 2025 |